# جشنواره بین‌المللی فیلم ریکیاویک
جشنواره بین‌المللی فیلم ریکیاویک (ایسلندی: Alþjóðleg kvikmyndahátíð í Reykjavík)، (انگلیسی: Reykjavík International Film Festival) مشهور به RIFF
یک جشنواره بین‌المللی فیلم است که هر ساله عمدتاً در هفته آخر سپتامبر در ریکیاویک، ایسلند برگزار می‌شود. این جشنواره هر سال ۱۱ روز به طول می‌انجامد و بر ارائه آثار استعدادهای جوان تأکید دارد.
مهم‌ترین بخش این جشنواره نگاه نو نام دارد و به صورت رقابتی برگزار می‌شود. این بخش به‌طور اختصاصی مرتبط به فیلم بلند اول یا دوم کارگردان‌ها است.
جایزه اصلی جشنواره موسوم به طوطی دریایی طلایی (Golden Puffin) است. در سال ۲۰۱۵ فیلم چهارشنبه ۱۹ اردیبهشت از سینمای ایران به این جایزه رسید. از سال ۲۰۰۶ فدراسیون بین‌المللی منتقدان فیلم نیز بر این جشنواه نظارت دارد.

## برخی از برندگان طوطی دریایی طلایی
از برندگان ۲ دهه اخیر این جایزه، فیلم‌های مرگ آقای لازارسکو (۲۰۰۵)،گرباویتسا (۲۰۰۶)، چهار مرتبه (۲۰۱۰)، جانوران حیات وحش جنوب (۲۰۱۲)، طبیعت بی‌جان (۲۰۱۳)، چهارشنبه ۱۹ اردیبهشت (۲۰۱۵)،بی‌خدا (۲۰۱۶)، سوارکار (۲۰۱۷)، چاقو در قلب (۲۰۱۸) قابل اشاره هستند.